# Helgeandshusets kvarn

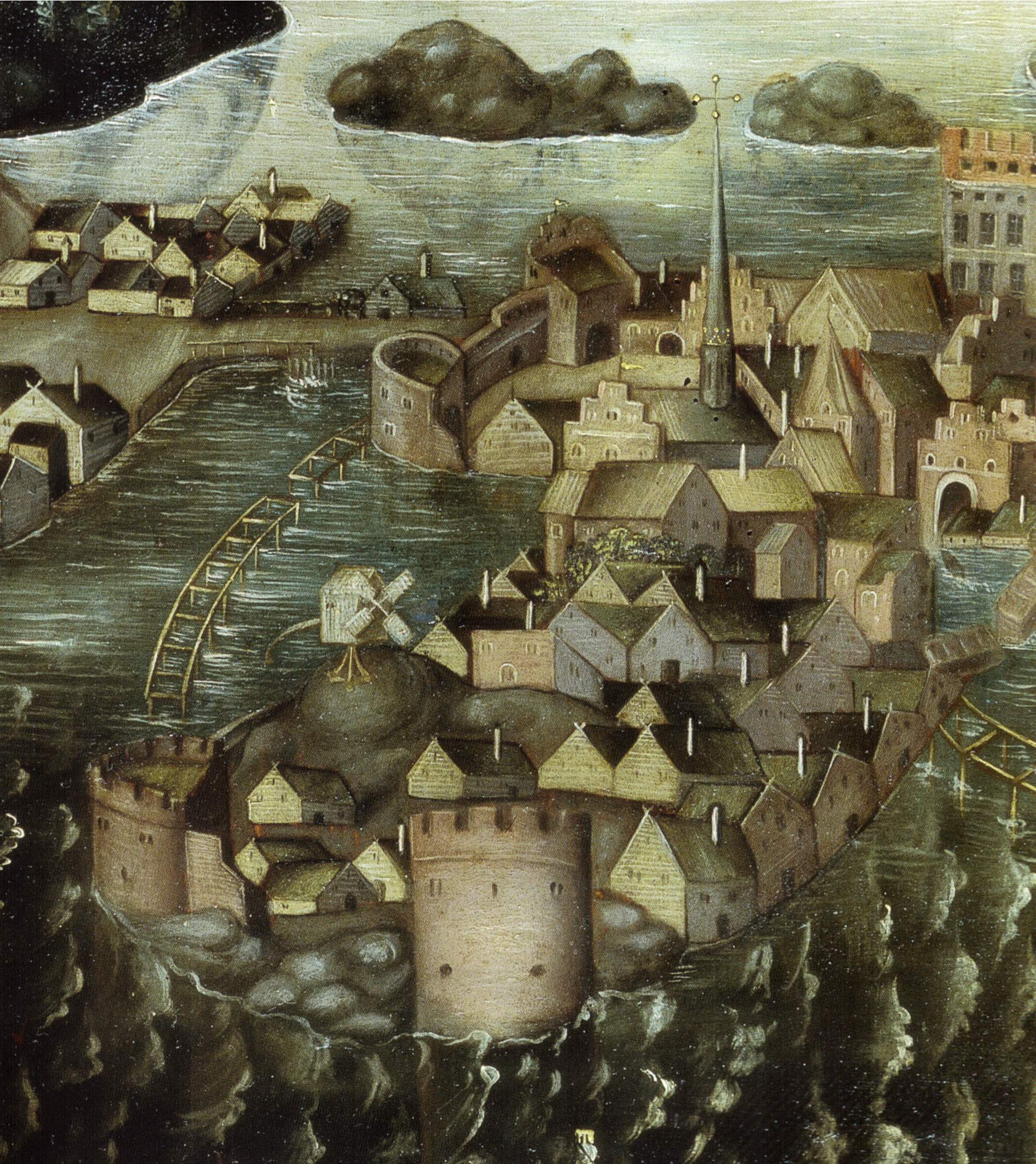
Helgeandshusets kvarn på Vädersolstavalan, 1535.

Helgeandshusets kvarn (även Väderkvarnen på Gråmunkeholmen) var en väderkvarn på nuvarande Riddarholmen i Stockholm.  Kvarnen var en av Stockholms tidiga kvarnar och troligen från 1400-talet. Under 1600-talet tycks den inte förekomma längre.

## Historik
Helgeandshusets kvarn syns på Vädersolstavlan från 1535 och hör därmed till en av de äldsta illustrationerna av en namngiven väderkvarn i Stockholm. Kvarnen ägdes av Helgeandshuset, som gav namnet till ön Helgeandsholmen. Kvarnen stod dock inte på Helgeandsholmen utan på det så kallade Rogberget som fanns på norra sidan av intilliggande Gråmunkeholmen (nuvarande Riddarholmen). I Helgeandshusets räkenskaper upptas inkomster från kvarnen under 1550-talet. År 1558 såldes den i samband med flyttningen till Danvikens Hospital. Kvarnen var en stolpkvarn vars vidare öde är okänt. På 1600-talet förekommer den inte längre i några handlingar.
På Vädersolstavlan avbildas ytterligare en väderkvarn, ungefär på platsen för nuvarande Mariaberget på Södermalm. Några närmare uppgifter om denna kvarn finns dock inte.